# Guillon-les-Bains
Guillon-les-Bains är en kommun i departementet Doubs i regionen Bourgogne-Franche-Comté i östra Frankrike. Kommunen ligger i kantonen Baume-les-Dames som tillhör arrondissementet Besançon. År 2022 hade Guillon-les-Bains 109 invånare.

## Befolkningsutveckling
Antalet invånare i kommunen Guillon-les-Bains
Referens:INSEE